# Штайр-Ланд
Штайр-Ланд (нем. Bezirk Steyr-Land) — округ в Австрии. Центр округа — город Штайр. Округ входит в федеральную землю Верхняя Австрия. Занимает площадь 971,70 кв. км. Население 57 611 чел. Плотность населения 59 человек/кв.км.

## Административные единицы
Общины
1. Адльванг (1579)
2. Ашах-на-Штайре (2131)
3. Бад-Халль (5200)
4. Дитах (2436)
5. Гафленц (1799)
6. Гарстен (6506)
7. Гросраминг (2763)
8. Лаусса (1367)
9. Лозенштайн (1735)
10. Мариа-Нойстифт (1656)
11. Пфарркирхен-Бад-Халль (2039)
12. Райхраминг (1884)
13. Рор (1131)
14. Шидльберг (1279)
15. Зирнинг (8531)
16. Санкт-Ульрих-Штайр (2976)
17. Тернберг (3346)
18. Вальднойкирхен (2254)
19. Вайер (4590)
20. Вольферн (2849)